# Lu Yuanyang
Pour les articles homonymes, voir Lu.
Dans ce nom chinois, le nom de famille, Lu, précède le nom personnel.
Lu Yuanyang (née le 22 juin 1983 à Chongqing) est une gymnaste rythmique chinoise.

## Biographie
Après une sixième place en 2004 à Athènes, Lu Yuanyang remporte aux Jeux olympiques d'été de 2008 à Pékin la médaille d'argent par équipe avec Chou Tao, Cai Tongtong, Sui Jianshuang, Sun Dan et Zhang Shuo.

## Palmarès

### Jeux olympiques
- Pékin 2008
  -  médaille d'argent par équipe.